# Rio Arcão
O rio Arcão é um pequeno rio de Portugal que  nasce perto de Grândola e desagua no Sado antes de Alcácer do Sal.